# Langues germaniques
Les langues germaniques sont une branche de la famille des langues indo-européennes. Elles descendent toutes du proto-germanique. L'étude de ces langues se nomme la germanistique. Elles furent d'abord parlées par les peuples germaniques, qui vivaient au voisinage des Baltes, des Celtes et des Italiques et entrèrent en contact avec l'Empire romain sur ses confins.
Ces langues partagent plusieurs traits définitoires, parmi lesquels d'importantes mutations consonantiques décrites par les lois de Grimm et de Verner (auxquelles on peut ajouter la seconde mutation consonantique pour le vieux haut-allemand), ainsi qu'un important lexique indo-européen.
Les langues germaniques les plus parlées actuellement sont celles de la branche occidentale à savoir l'anglais, l'allemand, et le néerlandais, ainsi que les langues scandinaves, principalement le suédois, le danois et le norvégien. L'afrikaans, langue issue du néerlandais, est aussi parlée par plusieurs millions de personnes en Afrique australe.

## Liste et classification
La classification suivante ne fait toutefois pas l’unanimité parmi les linguistes. Au XIXe siècle, certains (J. Adeling, R. Rask, Jacob Grimm, August Schleicher) envisageaient une autre répartition[réf. nécessaire]. Conforté par l’archéologie de R. Hachmann,[réf. nécessaire] , Witold Mańczak a remplacé la division traditionnelle des langues germaniques en un groupe septentrional, un groupe occidental et un groupe oriental par une division en un groupe septentrional, un groupe central (allemand, néerlandais, frison et anglais) et un groupe méridional (gotique) et a donc entraîné une révision de la loi de Verner[réf. nécessaire].
La liste complète des langues par famille dont cette liste est tirée est visible par ce lien.
- islandais
- féroïen
- norvégien

- suédois
- danois

- scots
- anglais
- langues frisonnes

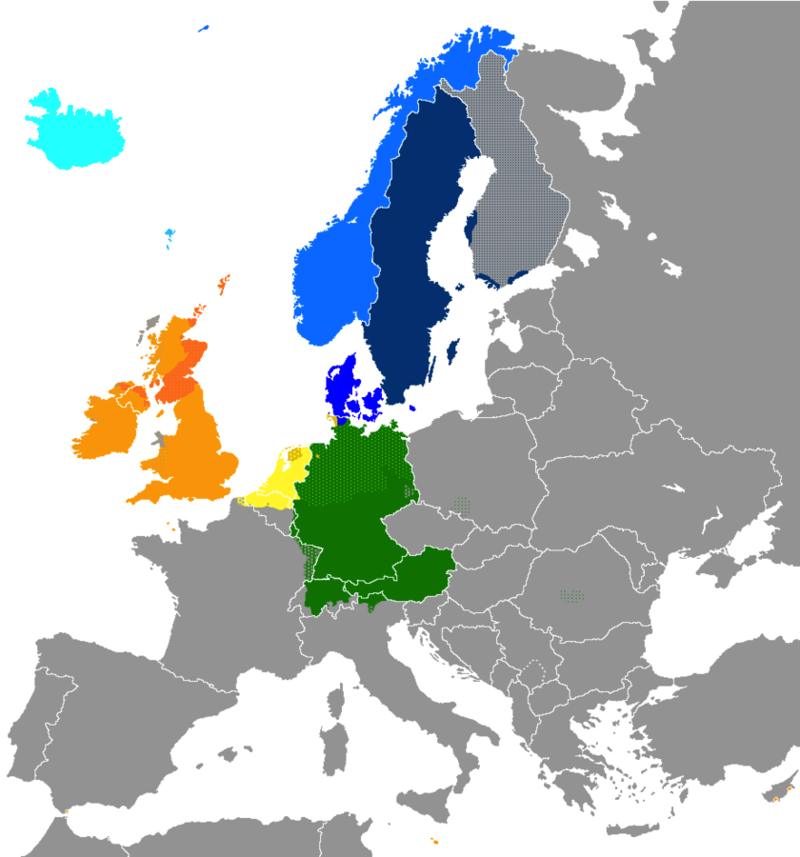
Les langues germaniques en Europe
Branche nordique :
Groupe nordique occidental :
islandais
féroïen
norvégien
Groupe nordique oriental :
suédois
danois
Branche occidentale :
Groupe anglo-frison :
scots
anglais
langues frisonnes
Groupe allemand :
néerlandais
bas allemand
haut allemand

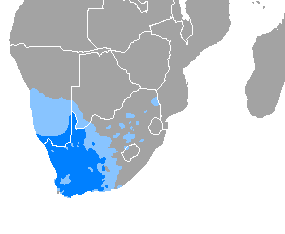
L'usage de l'afrikaans en Afrique australe aujourd’hui.

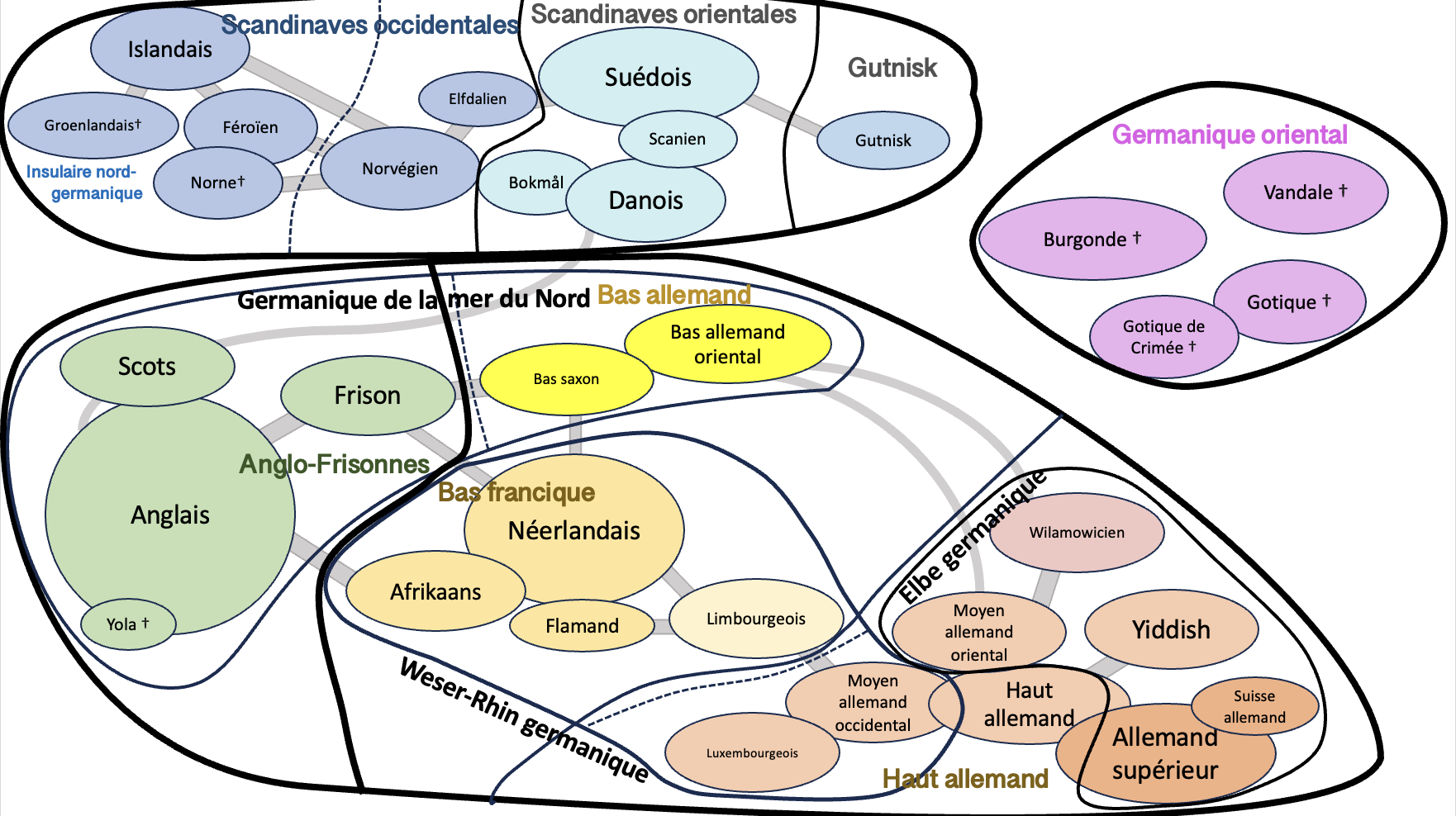
Classification des langues germaniques.

- branche nordique, septentrionale ou scandinave
  - groupe nordique occidental
    - vieux norrois †
    - norne †
    - islandais
    - féroïen
    - norvégien nynorsk (landsmål)

  - groupe nordique oriental
    - norvégien bokmål (riksmål)
    - suédois
    - danois
    - gutnisk
    - dalécarlien
- petuh (parler transitionnel liant mixte bas-allemand/danois à un substrat haut-allemand)
- branche occidentale
  - sous-branche anglo-frison
    - groupe anglais
      - anglais
      - scots
        - scots d'Ulster

      - Yola †
      - fingalien †

    - langues frisonnes
      - frison occidental
      - frison oriental
      - frison septentrional

  - sous-branche germano-néerlandaise
    - sous-groupe bas francique
      - vieux-francique †
        - bas-francique occidental
          - néerlandais
            - flamand occidental
            - flamand oriental
            - zélandais
            - hollandais
            - brabançon

          - afrikaans

        - bas francique oriental (de)
          - limbourgeois
          - thiois (ou dietsch)

    - sous-groupe bas saxon
      - néerlandais oriental
      - bas-saxon septentrional
      - westphalien
      - ostphalien

    - bas allemand oriental
      - mecklembourgeois-poméranien
      - brandebourgeois (Nord & Mittelmärkisch) (de)
      - bas prussien
      - moyen poméranien (de)
      - poméranien oriental

    - groupe haut allemand
      - allemand
      - allemand de Pennsylvanie (pennsilfaanisch, allemand pennsylvanien)
      - sous-groupe moyen allemand
        - moyen allemand occidental
          - moyen francique
            - francique ripuaire
            - francique mosellan
              - luxembourgeois

          - francique rhénan
            - francique rhénan de Lorraine
            - palatin
            - hessois
              - hessois du Nord (de)
              - hessois de l'Est (de)
              - haut et moyen-hessois (de)

        - moyen allemand oriental
          - Südmärkisch (de)
          - thuringien (de)
          - haut-saxon (de)
          - haut-saxon du Nord (de)
          - silésien
          - haut-prussien

      - sous-groupe allemand supérieur
        - francique oriental
          - francique du Main (de)

        - francique méridional
        - alémanique
          - souabe
          - bas alémanique
            - alsacien

          - moyen-alémanique (de)
          - haut alémanique
          - alémanique (supérieur)

        - bavarois
          - bavarois du Nord (de)
          - moyen-bavarois (de)
          - bavarois du Sud (de)

      - yiddish
        - yédisch-Daïtsch (jéddischdaitsch)

      - wilamowicien (wymysorys)
- branche orientale †
  - gotique (éteint)
  - burgonde (éteint et non attesté)
  - vandale (éteint et pratiquement pas attesté)

## Origines et développement

### Le proto-germanique ou germanique commun

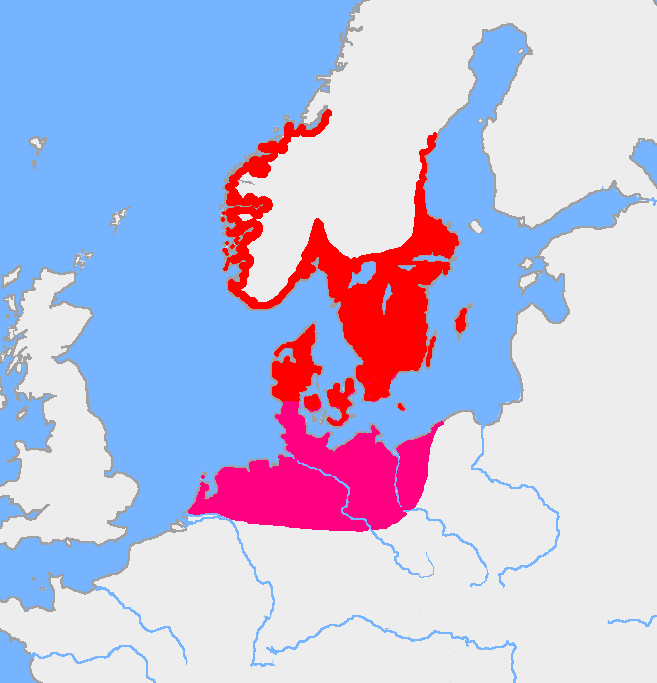
Carte des cultures de l'âge de fer pré-romain. La zone en rouge correspond à l'ère culturelle de l'âge du bronze danois. La zone en rose correspond à la culture de Jastorf. Ces deux régions forment l'habitat primitif des premières cultures germaniques et du germanique commun.

Tout comme le proto-indo-européen, le proto-germanique est une langue non attestée qui est reconstituée au moyen de la méthode comparative. Cependant, quelques inscriptions rédigées dans une écriture runique de Scandinavie, datant d'environ 200 de notre ère, représentent une étape du proto-norrois ou, selon Bernard Comrie, du germanique commun tardif, suivant immédiatement le stade du germanique commun.
Le fond lexical du germanique commun révèle un certain pourcentage de racines et de morphes qui ne s'expliquent pas par l'indo-européen (du moins en l'état actuel de la recherche). Certains linguistes[Lesquels ?] avaient émis l'hypothèse que le proto-germanique pourrait être un créole obtenu à la suite d'un contact avec une autre langue indo-européenne du type satem ou une langue non-indo-européenne (sans doute ouralienne)[réf. nécessaire]. La première mutation consonantique ou la relative simplification morphologique du germanique commun (voir infra) pourrait être, selon certains linguistes qui avancent cette hypothèse, le résultat de ce contact répété entre des populations de langues différentes. Le germanique n'étant pas une langue mixte et instable du type "créole", on interprète ses traits comme des archaïsmes à l'intérieur de l'indo-européen.
La part du lexique germanique qui ne s'explique pas par l'indo-européen ne s'explique pas par l'ouralien et fait donc postuler un substrat venant d'une langue nord-occidentale (non IE) disparue (et inconnue). Vladimir Ivanov Georgiev a montré comment des liens génétiques unissent les langues germaniques, baltes et slaves à l'intérieur d'un groupe IE du Nord, qu'on peut situer au Mésolithique.

### Expansion géographique durant l'Antiquité
Il est possible que des populations indo-européennes soient arrivées dans le sud de la Scandinavie vers le milieu du IIIe millénaire av. J.-C., développant par la suite la culture de l'âge du bronze danois au début du IIe millénaire. On suppose que le sud de la Scandinavie est le foyer originel du proto-germanique primitif puisque c'est la seule région peuplée par des locuteurs germaniques qui ne conserve aucune trace de toponymes pré-germaniques, mais il est probable que ce peuplement ne fut qu'un apport récent dans une région déjà indo-européenne au Néolithique.
Entre le Ve et le Ier siècle av. J.-C., les locuteurs du germanique commun entrent en contact avec les Celtes continentaux. Un certain nombre d'emprunts aux langues celtiques datant de cette époque ont ainsi été identifiés. Vers le Ier siècle av. J.-C., l'aire d'expansion des peuples germaniques atteint le Danube et le Rhin supérieur. C'est à peu près à cette époque, à l'est de la Vistule, que des locuteurs germaniques entrent en contact avec les cultures slaves primitives, comme l'attestent quelques emprunts germaniques en proto-slave.

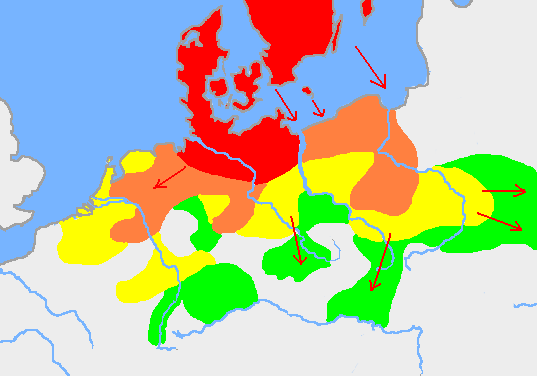
L'expansion des Germains à la fin de l'âge du bronze danois (à partir de -750)

C'est à partir du IIIe siècle apr. J.-C. et les Grandes Invasions que les langues germaniques connaîtront une période de large expansion géographique, en particulier en Europe de l'Ouest : Angles, Saxons et Jutes en Bretagne (l'actuelle Angleterre) ; Lombards et Ostrogoths en Italie ; Wisigoths et Suèves dans la péninsule ibérique ; Burgondes, Wisigoths, Alamans, Saxons et Francs en Gaule ; Vandales en Sicile et en Afrique du Nord. Dans la plupart de ces régions, malgré une période relativement longue de coexistence et de diglossie avec les langues des peuples conquis, les langues germaniques ne se maintiendront pas et disparaîtront mais laisseront derrière elles un superstrat non négligeable dans la plupart des langues romanes modernes, notamment dans le français. Ce fut particulièrement le cas de la Gaule, où le francique (langue westique non attestée), sera parlé durant plusieurs siècles non seulement par l'aristocratie mérovingienne et carolingienne, mais aussi par des populations du nord de la Gaule, et influençera de manière déterminante l’émergence de la langue d’oïl à partir du gallo-roman parlé par la population autochtone.

### Premières traces écrites

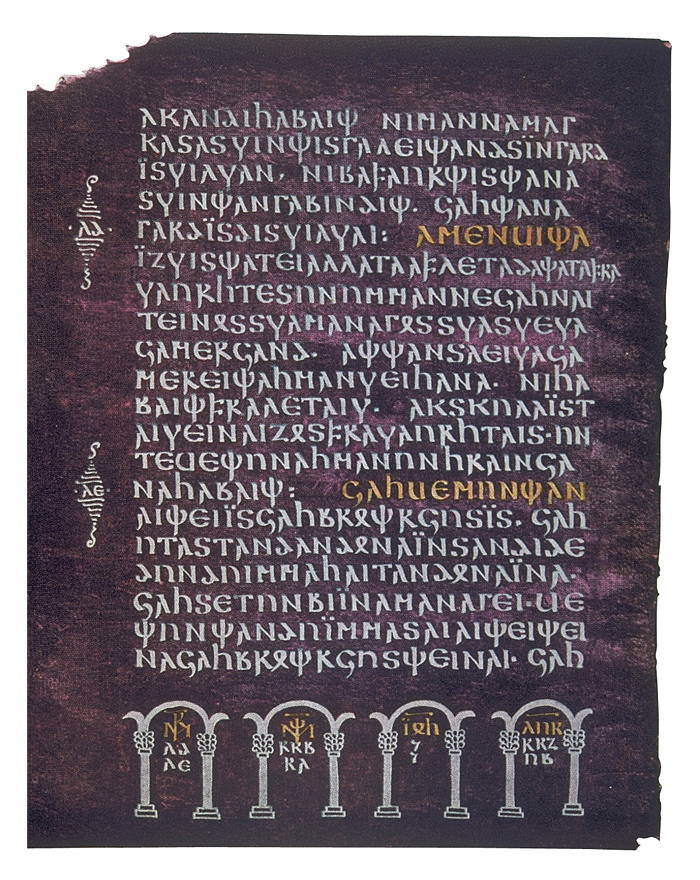
Un exemplaire de la Bible de Wulfila, premier livre en langue gotique dont une copie se trouve à la bibliothèque d'Uppsala (Suède) : le Codex Argenteus.

#### L'alphabet gotique
C'est aux premiers siècle de notre ère qu'apparaissent les premiers textes en langues germaniques. Le document le plus ancien est la Bible écrite en langue gotique au IVe siècle apr. J.-C. par l'évêque Wulfila, qui fut à la tête d'une communauté de Wisigoths chrétiens en Mésie (actuellement en Bulgarie). Wulfila est l'auteur d'une traduction de la Bible grecque de la Septante en langue gotique afin d'évangéliser le peuple. De cette traduction, il nous reste principalement les trois quarts du Nouveau Testament et quelques fragments de l'Ancien. Le meilleur manuscrit, le Codex Argenteus, date du VIe siècle. Conservé et transmis par des Ostrogoths d'Italie du Nord, il contient de larges passages des quatre évangiles. Le second parmi les principaux manuscrits est le Codex Ambrosianus, qui contient des passages plus épars du Nouveau Testament (dont des extraits des évangiles et des Épîtres), de l'Ancien Testament (Néhémie) et des commentaires nommés Skeireins.
Il est vraisemblable que le texte original ait été quelque peu modifié par les copistes. Le texte étant une traduction du grec, la langue attestée par le Codex Argenteus est émaillée d'hellénismes, ce qui se constate surtout dans la syntaxe, qui copie souvent celle de la langue de départ. Le gotique de Wulfila, de la Skeireins et de divers manuscrits est écrit au moyen d'un alphabet original, qui fut inventé vraisemblablement par Wulfila lui-même et est nommé « alphabet gotique ». Il n'a rien à voir avec ce qu'on appelle communément les « lettres gothiques », des lettres de l'alphabet latin telles qu'écrites en Occident dans les manuscrits du XIIe au XIVe siècle, devenues plus tard ce que l'on désigne en Allemagne sous le terme de Fraktur.

#### Les runes
Certaines langues germaniques les plus anciennes utilisaient un alphabet runique ou futhark (terme formé à partir du nom des six premières lettres de cet alphabet). C'était dans cet alphabet qu'apparaissent les premières traces cohérentes, composées de phrases complètes), de proto-norrois (et donc en langue scandinave) vers le IIIe siècle apr. J.-C. La première inscription en langue germanique westique serait l'inscription runique de Bergakker, découverte en 1996 et datant du Ve siècle.
L'origine des runes est mal connue, mais on s'accorde à dire que le futhark est un mélange d’alphabets italique nordique/alpin avec une influence latine, qui aurait été l'alphabet des Hérules, une tribu germanique vivant dans les Alpes. Quelques lettres ont une origine latine évidente, par exemple les runes pour /f/(ᚠ) et /r/(ᚱ). Cependant, d’autres rappellent, au moins au niveau du format, l’alphabet alpin, comme la rune /h/(ᚺ). Il y a aussi des symboles qui peuvent être aussi bien alpins que latins,comme la rune /i/(ᛁ). 
L'utilisation des runes (le mot vient d'une racine celtique et germanique qui signifie "secret" ou "chuchotement") est restée très limitée dans les langues westiques et sera vite remplacéee par l'alphabet latin lors de la christianisation. Elle est pratiquement inexistante dans les langues ostiques (on dénombre quelques inscriptions identifiées comme étant du gotique, mais cela reste débattu). Une forme spécifique de cet alphabet, le futhorc, fut par ailleurs utilisée en Angleterre (surtout sur la côte est) par les Anglo-Saxons et sur le continent par les Frisons à partir du VIe siècle. On dénombre environ 200 artefacts sur lesquels figurent des runes anglo-frisonnes. Les runes seront en revanche bien davantage utilisées dans leur forme scandinave (aussi appelée futhark récent), surtout entre le IXe et le XIe siècle, avant d'être à leur tour remplacées par l'alphabet latin. Leur usage perdurera toutefois jusqu'à la fin du Moyen Âge et même aux XIXe et XXe siècles dans la province de Dalécarlie (Suède).
Deux runes furent adoptées dans la transcription latine du vieil anglais : le thorn þ (pour transcrire la fricative interdentale) et le wynn ƿ (pour la transcription du [w]). Ces deux caractères seront remplacés respectivement par <th> et <w> en moyen anglais. L'islandais moderne utilise encore le thorn.

#### Transcription latine des langues germaniques modernes
C'est plus tard que les prêtres et les moines chrétiens d'origine germanique, qui utilisaient le latin en plus de leur langue maternelle, commencèrent à utiliser l'alphabet latin pour noter leur propre langue. Au fil des siècles, il fallut donc étendre les capacités, somme toute réduites, de l'alphabet latin en développant l'usage de diacritiques (l'umlaut en allemand : ä, ö, ü, le rond en chef en suédois, danois et norvégien : å, etc.), de ligatures (æ en vieil anglais, en islandais, danois et norvégien, eszett ß en allemand, etc.) de digrammes (sc en vieil anglais, ch néerlandais, allemand, etc., sh en anglais, sch en allemand, néerlandais, etc.) et de lettres supplémentaires (thorn þ et edh ð en vieil anglais et islandais, yogh ȝ et wynn ƿ en vieil anglais, etc.).

## Caractéristiques linguistiques
On considère traditionnellement que les langues germaniques se distinguent des autres langues indo-européennes par cinq caractéristiques : trois morphologiques et deux phonétiques. Le germanique présente au sein du groupe indo-européen des parentés avec l'italique, le résultat d'un voisinage, ancien sans doute antérieur, aux contacts avec le celtique avec qui le germanique possède davantage d'affinités.

### La première mutation consonantique, ou la loi de Grimm
La loi de Grimm est une loi de phonétique historique qui décrit l'évolution des consonnes occlusives du proto-germanique, l'ancêtre des actuelles langues germaniques, à partir de celles de l'indo-européen commun vraisemblablement au cours du Ier millénaire av. J.-C. Cette loi doit son nom au philologue allemand Jacob Grimm, qui, en 1822, fut le premier à l'avoir décrite systématiquement.
Les mutations phonétiques décrites par cette loi sont profondes et redessinent entièrement le système phonologique des occlusives dans les langues germaniques :
- Les occlusives sourdes du proto-indo-européen se transforment en fricatives sourdes en germanique commun,
- Les occlusives sonores du proto-indo-européen se transforment en occlusives sourdes en germanique commun,
- Les occlusives aspirées perdent leur aspiration.

| Mutation | Exemples tirés de langues germaniques                                                                              | Exemples tirés d'autres langues indo-européennes |
| -------- | --- | ------------------------------------------------ |
| *[p]→[f] | anglais foot, allemand Fuß, gotique fōtus, islandais fótur, danois fod, suédois et norvégien fot, néerlandais voet | latin pēs, sanskrit पाद (pāda), lituanien pėda    |
| *[t]→[þ] | anglais third, vieux-haut-allemand thritto, gotique þridja, islandais þriðji                                       | latin tertius, gaélique treas, lituanien trys    |
| *[k]→[h] | anglais hound, néerlandais hond, allemand Hund, gotique hunds, islandais hundur                                    | latin canis, gaelique cú                         |
| *[b]→[p] | anglais lips, suédois läpp, néerlandais lip                                                                        | latin labia                                      |
| *[d]→[t] | anglais ten, néerlandais tien, gotique taíhun, islandais tíu, danois et norvégien ti, suédois tio                  | latin decem, gaelique deich, lituanien dešim     |
| *[g]→[k] | anglais cold, néerlandais koud, allemand kalt, islandais kaldur, danois kold, suédois kall                         | latin gelū                                       |

La mise au jour de ces mécanismes sera complétée en 1875 par la loi de Verner, qui explique certaines irrégularités et « exceptions » constatées au fil du temps. Alors que la loi de Grimm prévoit que les occlusives sourdes de l'indo-européen deviennent des fricatives sourdes en germanique commun, ces fricatives sont sonores dans certains cas. Verner démontra que la place de l'accent en indo-européen joue un rôle dans ces exceptions : « les fricatives germaniques se voisent sauf à l'initiale et sauf si la syllabe précédente était tonique en indo-européen ». 

### L'existence de deux temps: le présent et le prétérit
Là où la plupart des langues indo-européennes connaissent un grand nombre de formes verbales, de temps et de modes, les langues germaniques n'en connaissent que deux : le présent et le prétérit. Dans la plupart des langues germaniques modernes, les autres formes verbales sont des formes périphrastiques assez récentes (attestées à l'époque médiévale) et relèvent de la modalité ou de l'aspect. Ainsi, le futur est souvent formé à partir d'un auxiliaire modal (will en anglais, zullen en néerlandais).

### L'existence de deux classes de verbes: les verbes faibles et les verbes forts
Toutes les langues germaniques ont deux classes de verbes. La plupart des « verbes forts » sont des verbes anciens datant du proto-indo-européen. Ils ont conservé une conjugaison par alternance vocalique ou ablaut, c'est-à-dire par changement de la voyelle du radical. Les langues germaniques modernes ont ce changement au prétérit et au participe passé (sing, sang, sung en anglais, ou singen, sang, gesungen en allemand) et occasionnellement aux 2e et 3e personnes du singulier du présent (ich helfe mais er hilft en allemand). Ces verbes sont parfois appelés « irréguliers » puisqu'ils sont minoritaires.
Les « verbes faibles » sont des créations plus récentes, souvent par dérivation. Ils se conjuguent non par apophonie mais par addition d'un suffixe en dentale au prétérit et au participe passé : -ed en anglais (to deem, I deemed), -t- en allemand (kaufen, ich kaufte). Ces verbes sont souvent appelés « réguliers » puisqu'ils sont majoritaires et productifs (un nouveau verbe est normalement faible).
Il faut ajouter une troisième catégorie à cette dichotomie de verbes, qui est présente dans toutes les langues germaniques : les verbes perfecto-présents. Ces verbes sont historiquement les ancêtres des auxiliaires modaux des langues germaniques modernes (tels que can ou must en anglais ou können et müssen en allemand). Ces verbes combinent les propriétés des verbes forts et celles des verbes faibles et forment leur présent au moyen d'une alternance vocalique (ich kan) et leur prétérit au moyen d'un suffixe en dental (ich konnte).

### Double flexion adjectivale
La morphologie des adjectifs du proto-indo-européen était calquée sur celle du nom, comme restera plus ou moins le cas en latin, par exemple. Les langues germaniques développeront un tout autre système, la morphologie de l'adjectif épithète dépendant du degré de détermination du groupe nominal.
Si le nom est fortement déterminé (au moyen d'un article défini, d'un possessif ou d'un demonstratif, par exemple), on aura recours à une déclinaison dite « faible » (en allemand :der kleine Wagen,"la petite voiture"). Si le nom est indéterminé ou déterminé avec un article indéfini, on aura recours à une déclinaison dite « forte » (en allemand : ein kleiner Wagen, "une petite voiture"). Ce double paradigme existe encore également en néerlandais et dans les langues scandinaves (en fin bil/den fina bilen en suédois). En anglais, en revanche, l'adjectif est totalement invariable depuis la fin du moyen anglais. Le vieil anglais et le moyen anglais précoce faisaient cependant cette distinction (gōd cyning/se gōda cyning bon roi/le bon roi).

### Un accent d'intensité sur la première syllabe du radical
En proto-indo-européen, l'accent tonique était un accent de hauteur (appelé également accent tonal), qui pouvait tomber sur n'importe quelle syllabe du mot. Dans les langues germaniques, l'accent tonique devient un accent d'intensité, et sa place devient fixe en tombant normalement sur la première syllabe du radical (en allemand : 'arbeiten, ver'arbeiten). Cette règle ne vaut que pour les mots natifs, ce qui explique la grande irrégularité de l'anglais dans ce domaine, le vieil anglais respectant ce schéma accentuel jusqu'à l'arrivée massive d'emprunts français en moyen anglais.

## Vocabulaire
Exemples de mots se ressemblant en scots, anglais, vieil anglais, frison occidental, vieux saxon, bas-saxon, néerlandais, limbourgeois, allemand, suédois, danois, norvégien, islandais, vieux norrois et féroïen.
| français              | scots        | anglais            | vieil anglais      | frison occidental | vieux saxon       | bas-saxon          | néerlandais       | limbourgeois (Tegels) | allemand       | suédois        | danois         | norvégien bokmål | islandais              | vieux norrois  | féroïen         |
| --------------------- | ------------ | ------------------ | ------------------ | ----------------- | ----------------- | ------------------ | ----------------- | --------------------- | -------------- | -------------- | -------------- | ---------------- | ---------------------- | -------------- | --------------- |
| être (verbe)          | tae be       | to be              | wesan, bēon, sēon  | wêze              | wesan, sīn        | wesen, sien        | zijn, wezen       | zién                  | sein           | vara           | være           | være             | vera                   | vera           | vera            |
| je suis               | Ic am        | I am               | iċ bēom, eom       | ik bin            | ik bium           | ik bün             | ik ben            | ich bön               | ich bin        | jag är         | jeg er         | jeg er           | ég er                  | ék em / er     | eg eri          |
| tu es                 | thoo art     | (vieilli) thou art | þū bist, eart      | do bist           | thū bist          | du büst            | je bent           | dôw bös               | du bist        | du är          | du er          | du er            | þú ert                 | þù ert         | tú ert          |
| il est                | he is        | he is              | hē is, bið         | hy is             | hē is             | he is              | hij is            | hae is                | er ist         | han är         | han er         | han er           | hann er                | hann er        | hann er         |
| nous sommes           | we are       | we are             | wē sind(on), bēoð  | wy binne          | wī sind(un)       | wi sünd            | we zijn           | weet zién             | wir sind       | vi är          | vi er          | vi er            | við erum               | við erm        | vit eru         |
| vous êtes             | ye are       | you are            | ġē sind(on), bēoð  | jimme, jo binne   | gī sind(un)       | ji sünd            | jullie zijn       | geej ziet             | ihr seid       | ni är          | I er           | dere er          | þið eruð               | þið erð        | tit eru         |
| ils sont              | thay are     | they are           | hīe sind(on), bēoð | hja, sy binne     | siu/sia sind(un)  | se sünd            | zij zijn          | zeer zién             | sie sind       | de är          | de er          | de er            | þeir eru               | Þeir erù       | teir eru        |
| moi                   | me           | me                 | mē                 | my                | mī                | mi                 | me, mij           | mich                  | mich, mir      | mig            | mig            | meg              | mig, mér               | mig            | mig             |
| toi                   | thee         | (vieilli) thee     | þē                 | dy                | thī               | di                 | je, jou           | dich                  | dich, dir      | dig            | dig            | deg              | þig, þér               | þig            | teg             |
| lui                   | him          | him                | him                | him               | imu               | em                 | hem               | um                    | ihn, ihm       | honom          | ham            | ham              | honum                  | hannom         | hann            |
| elle                  | her          | her                | hire               | hja/sy            | iru               | ehr                | haar              | äör                   | ihr            | henne          | hende          | henne(s)         | henni                  | henni          | hon             |
| nous                  | us           | us                 | ūs                 | ùs                | ūs                | us, uns            | ons               | ôs                    | uns            | oss            | os             | oss              | okkur                  | ossr           | okkum           |
| vous                  | ye           | you                | ēow                | jo, jimme         | iuw               | ju                 | jullie            | geej, uch             | ihr, euch      | ni             | jer            | de               | ykkur                  | þig            | tykkum          |
| eux                   | thaim        | them               | him                | hja/sy            | im                | jüm                | ze, hen           | zeej, äör             | sie, ihnen     | dem            | dem            | dem              | þám                    | þám            | teimum          |
| mon                   | ma           | my                 | mīn                | myn               | mīn               | mien               | mijn              | mien                  | mein           | mi, yen        | min            | min              | mín, mitt              | mínn           | mín             |
| ton                   | tha          | (vieilli) thy      | þīn                | dyn               | thīn              | dien               | jouw              | dien                  | dein           | din, ditt      | din, dit       | din, ditt        | þín, þitt              | þín(n)         | tín             |
| son                   | his          | his                | his                | syn               | is                | sien               | zijn              | zien                  | sein           | hans, sin      | hans, sin      | hans             | hans                   | hans           | hans            |
| sa                    | her          | her                | hire               | har               | ira               | ehr                | haar              | äör                   | ihr            | henne          | hende          | hennes           | hennar                 | henni          | hennar          |
| notre                 | oor          | our                | ūre                | ús                | ūsar              | us, uns            | ons               | ôs                    | unser          | vår            | vort, vor      | vår              | okkar                  | ossr           | okkara          |
| votre                 | yer          | your               | ēower              | jim               | iuwar             | juun               | jouw              | dien                  | euer           | eder           | jeres          | deres            | ykkar                  | geirr          | tykkara         |
| leur                  | thair        | their              | hira               | harren            | iro               | ehr                | hun               | äör                   | ihr            | deres          | deres          | deres            | þeirra                 | Þeirr          | teirra          |
| aller                 | to gae, gang | to go              | gān, gangan        | gean              | gān, gangan       | gahn               | gaan              | gaon                  | gehen          | gå             | gå             | gå               | ganga                  | ganga          | ganga           |
| venir                 | to cam       | to come            | cuman              | komme             | kuman             | kamen              | komen             | komme                 | kommen         | komma          | komme          | kome             | koma                   | koma           | koma            |
| avoir                 | to hae       | to have            | habban             | hawwe             | hebbian           | hebben             | hebben            | hebbe                 | haben          | ha             | have           | ha               | hafa                   | hafa           | hava            |
| faire (effectuer)     | to dae       | to do              | dōn                | dwaan             | dōn               | doon               | doen              | doon                  | tun            | göra           | gøre           | gjøre            | gera                   | gjéra          | gera            |
| faire (confectionner) | to mak       | to make            | macian             | meitsje           | makon             | maken              | maken             | make                  | machen         | göra           | gøre           | lage             | gera                   | gjéra          | gera            |
| tenir                 | to haud      | to hold            | healdan            | hâlde             | haldan            | holen              | houden            | haaje                 | halten         | hålla          | at holde       | å holde          | að halda               | að holda       | at hødda        |
| peuple                | theid        | (vieilli) thede    | þēod               | tjed              | thiod             | (vieilli) Diet     | (vieilli) diet    | diet                  | (vieilli) Diet | tjod           | (vieilli) tjod | tjod             | þjóð                   | þjóð           | tjóð            |
| peuple                | fowk         | folk               | folc               | folk              | folk              | Volk               | volk              | volk                  | Volk           | folk           | folk           | folk             | fólk                   | fólk           | fólk            |
| amour                 | lee(f)       | love               | lēof, lufu         | leafde            | liof, luƀa        | Leevde             | liefde            | leefde                | Liebe          | ljuv ('cher')  | ljuv ('cher')  | ljuv ('cher')    | ljúfur ('cher')        | ljúfr ('cher') | ljúvur ('cher') |
| pomme                 | aiple        | apple              | æppel              | appel             | appul, appel      | Appel              | appel             | appel                 | Apfel          | äpple          | æble           | eple             | epli                   | epli           | epli            |
| poisson               | fish         | fish               | fisc               | fisk              | fisk              | Fisch              | vis               | vès                   | Fisch          | fisk           | fisk           | fisk             | fiskur                 | fiskr          | fiskur          |
| loup                  | wulf         | wolf               | wulf               | wolf              | wulf              | Wulf               | wolf              | wolf                  | Wolf           | ulv            | ulv            | ulv              | úlfur                  | úlfr           | úlvur           |
| renard                | fox          | fox                | fox                | foks              | fohs, vohs        | Voss               | vos               | vos                   | Fuchs          | räv            | ræv            | rev              | refur                  | refr           | revur           |
| cheval                | pard         | horse, pard        | hors, hros         | hynder            | hros, hors        | Peerd, Ros         | paard, ros        | paerd                 | Pferd          | häst           | hest           | hest             | hestur                 | hestr          | hestur          |
| chat                  | cat          | cat                | catt(e)            | kat               | katta             | Katt               | kat               | kat                   | Katze          | Katt           | kat            | katt             | köttur                 | kattr          | kattur          |
| ours                  | bear         | bear               | bera               | bear              | bero              | Boor               | beer              | beer                  | Bär            | björn          | bjørn          | bjørn            | björn                  | björn          | bjørn           |
| chien                 | hound        | dog, hound         | hund               | hûn               | hund              | Hund               | hond              | honk                  | Hund           | hund           | hund           | hund             | hundur                 | hunnr          | hundur          |
| garçon                | boy          | boy                | cnafa              | jonge             | knaƀo             | Jung, Knaav        | jongen, knaap     | jong, knaap           | Junge, Knabe   | pojke          | dreng/knaegt   | gutt             | drengur                | drengr         | drongur         |
| jeune fille           | girl         | girl               | mæġþ               | famke             | māgað             | Deern, Mäken       | maagd, meid       | maetje                | Mädchen        | flicka         | pige, jente    | pike, jente      | stelpa, stúlka         | stjélpa        | genta           |
| vierge                | maid         | maid               | mæġþ               | faam              | māgað             | Määgd              | maagd             | maagd                 | Mädchen        | piga           | stuepige       | stuepike         | mey                    | piga           | kona            |
| livre                 | beuk         | book               | bōc                | boek              | bōk               | Book               | boek              | book                  | Buch           | bok            | bog            | bok              | bók                    | bók            | bók             |
| père                  | fither       | father             | fæder              | heit              | fadar             | Vader              | vader             | vader, pap            | Vater          | fader, far     | fader          | fader, far       | faðir                  | faðri          | fađir           |
| mère                  | mother       | mother             | mōdor              | mem               | mōdar             | Moder              | moeder            | mooder                | Mutter         | moder, mor     | moder          | moder, mor       | móðir                  | móðir          | móđir           |
| fils                  | sen          | son                | sunu               | soan              | sunu              | Söhn               | zoon              | zoon                  | Sohn           | son            | søn            | sønn             | sonur                  | sonr           | sonur           |
| fille (descendante)   | dochter      | daughter           | dohtor             | dochter           | dohtar            | Dochter            | dochter           | dochter               | Tochter        | dotter         | datter         | datter           | dóttir                 | dóttri         | dóttir          |
| frère                 | brother      | brother            | brōðor             | broer             | brōðar            | Broder             | broeder           | broer                 | Bruder         | broder, bror   | broder, bror   | broder, bror     | bróðir                 | bróðri         | bróđir          |
| sœur                  | sister       | sister             | sweostor           | suster            | swestar           | Süster             | zuster            | zuster                | Schwester      | syster         | søster         | søster           | systir                 | systri         | systir          |
| zéro (0)              | naught       | zero, naught       | nāht, nāwiht       | nul               | nēowiht           | null               | nul               | nul                   | null           | noll           | nul            | null             | núll                   | núll           | núll            |
| un (1)                | one          | one                | ān                 | ien               | ēn                | een                | één               | ein                   | eins           | en             | en             | en               | einn                   | einn           | eitt            |
| deux (2)              | twa          | two                | twēgenn            | twa               | twēne             | twee               | twee              | twieë                 | zwei           | två            | to             | to               | tveir, tvær, tvö       | tveir          | tvey            |
| trois (3)             | thrie/thre   | three              | þrīe               | trije             | thrīe             | dree               | drie              | dreef                 | drei           | tre            | tre            | tre              | þrír, þrjár, þrjú      | þrír           | trý             |
| quatre (4)            | four/fowr    | four               | fēower             | fjouwer           | fiuwar            | veer               | vier              | veer                  | vier           | fyra           | fire           | fire             | fjórir, fjórar, fjögur | fjórir         | fýra            |
| cinq (5)              | fif, fyve    | five               | fīf                | fiif              | fīf               | fief               | vijf              | viéf                  | fünf           | fem            | fem            | fem              | fimm                   | fimm           | fimm            |
| six (6)               | sex, sax     | six                | siex               | seis              | sehs              | söss               | zes               | zes                   | sechs          | sex            | seks           | seks             | sex                    | seks           | seks            |
| sept (7)              | sevin        | seven              | seofon             | sân               | siƀun             | söven              | zeven             | zeve                  | sieben         | sju            | syv            | sju              | sjö                    | sjö            | sjey            |
| huit (8)              | eght, eicht  | eight              | eahta              | acht              | ahto              | acht               | acht              | ach                   | acht           | åtta           | otte           | åtte             | átta                   | átta           | átta            |
| neuf (9)              | nyn, neyne   | nine               | nigon              | njoggen           | nigun             | negen              | negen             | nege                  | neun           | nio            | ni             | ni               | níu                    | níu            | níggju          |
| dix (10)              | ten          | ten                | tīen               | tsien             | tehan             | teihn              | tien              | tieën                 | zehn           | tio            | ti             | ti               | tíu                    | tíu            | tíggju          |
| roi                   | king         | king               | cyning             | kening            | kuning            | König              | koning            | keuning               | König          | kung           | konge          | konge            | kónungur               | kónungr        | kongur          |
| reine                 | cwan         | queen              | cwēn, cyningen     | keningin          | kuningin, quēna   | Königin            | koningin          | keunegin              | Königin        | drottning      | dronning       | dronning         | drottning              | drotning       | drottning       |
| qui ?                 | wha?         | who?               | hwā?               | wa?               | hwē?              | wokeen?            | wie?              | wae?                  | wer?           | vem?           | hvem?          | hvem?            | hver?                  | hverr?         | hver?           |
| quoi ?                | what?        | what?              | hwæt?              | wat?              | hwat?             | wat?               | wat?              | wat?                  | was?           | vad?           | hvad?          | hva?             | hvað?                  | hvat?          | hvat?           |
| où ?                  | whaur?       | where?             | hwǣr?              | wêr?              | hwār?             | wo, woneem?        | waar?             | hoë?                  | wo?            | var?           | hvor?          | hvor?            | hvar?                  | hvaðan?        | hvar?           |
| quand ?               | whan?        | when?              | hwonne?            | wannear?          | hwanne?           | wannehr?           | wanneer?          | wienieër?             | wann?          | när?           | hvornår?       | når?             | hvenær?                | hvanær?        | nær?            |
| comment ?             | hou/how?     | how?               | hū?                | hoe?              | hū, hwō?          | wo, woans?         | hoe?              | wie?                  | wie?           | hur?           | hvordan?       | hvordan?         | hvernig?               | hverrso?       | hvussu?         |
| pourquoi ?            | whey/why?    | why?               | hwȳ?               | wêrom?            | hwī?              | worüm?             | waarom?           | waorum?               | warum?         | varför?        | hvorfor?       | hvorfor?         | hvers vegna?           | hvi?           | hví?            |
| sang                  | blood        | blood              | blōd               | bloed             | blōd              | Bloot              | bloed             | blood                 | Blut           | blod           | blod           | blod             | blóð                   | blóð           | blóđ            |
| pain                  | breid        | bread              | brēad              | brea / bôle       | brōd              | Broot              | brood             | broeëd / mik          | Brot           | bröd           | brød           | brød             | brauð                  | brauð          | breyđ           |
| or (métal)            | gold         | gold               | gold               | goud              | gold              | Gold               | goud              | gold                  | Gold           | guld           | gold           | gull             | gull                   | gull           | gylt            |
| hiver                 | wynter       | winter             | winter             | winter            | wintar            | Winter             | winter            | winkter               | Winter         | vinter         | vinter         | vinter           | vetur                  | vettr          | vetur           |
| eau                   | watter       | water              | wæter              | wetter            | watar             | Water              | water             | water                 | Wasser         | vatten         | vand           | vann             | vatn                   | vatn           | vatn            |
| parler                | ta speik     | to speak           | sprecan            | prate             | sprekan           | spreken (snacken)  | spreken           | sjpraeke / praote     | sprechen       | snacka         | snagge         | snakke           | tala                   | spjélla        | spjalla         |
| soi-même              | sel          | self               | seolf, seolfa      | sels              | self, selƀo       | sülvst             | zelf              | zêlf                  | selbst         | själv          | selv           | selv             | sjálfur                | sjélf          | sjálvur         |
| signifier             | ta meain     | to mean            | mǣnan              | miene, betsjutte  | mēnian            | menen              | menen             | meine                 | meinen         | mena           | mene           | mene             | meina                  | meina          | meina           |
| demi                  | half         | half               | healf              | heal              | half              | half               | half              | hâlf                  | halb           | halv           | halv           | halv             | hálfur                 | halvt          | hálv            |
| vivre                 | ta lyve      | to live            | libban             | libje             | libbian           | leven              | leven             | laeve                 | leben          | leva           | leve           | leve             | lifa                   | lifa           | liva            |
| verre                 | glass        | glass              | glæs               | glês              | glas              | Glas               | glas              | glaas                 | Glas           | glas           | glas           | glass            | gler                   | glas           | glas            |
| blessure              | wound        | wound              | wund, sār          | wûne              | wunda, sēr        | Wunn, Smart, Sehr  | wond, smart, zeer | wont                  | Wunde, Sehr    | und, sår       | sår            | sår              | sár                    | sárr           | særa            |
| devoir (verbe)        | to most      | must               | mōtan              | moatte            | mōtan             | möten              | moeten            | motte                 | müssen         | måste          | måtte          | må               | verða                  | másta          | másta           |
| besoin                | neid         | need               | nȳd, þurf          | noad              | nōd, thurf        | Noot, Berief, Durf | nood              | noeëd                 | Bedarf, Not    | nöd            | nød            | nød              | þörf, neyð             | þurf           | noyð            |
| devoir                | to sall      | to shall           | sculan             | moatte            | skulan            | schölen            | moeten            | motte                 | sollen         | ska            | skal           | skal             | skulla                 | skùlla         | skula           |
| arme                  | wapyn        | weapon             | wǣpen              | earme             | wāpan             | Wapen              | wapen             | wape                  | Waffe          | vapen          | vaben          | våpen            | vopn                   | vapn           | vapn            |
| bon                   | guid         | good               | gōd                | goed              | gōd               | goot               | goed              | good                  | gut            | god            | god            | god              | góður                  | góðr           | góđur           |
| demain                | i morn       | tomorrow           | ætmorġen           | oaremoarn         | atmorgan          | morgen             | morgen            | morge                 | morgen         | i morgon       | i morgen       | i morgen         | i morgun               | i morgn        | í morgin        |
| matin                 | morn         | morning            | morġen             | moarn             | morgan            | Morgen             | morgen            | morge                 | Morgen         | morgon         | morgen         | morgen           | morgunn                | morgn          | morgin          |
| jeune                 | yong         | young              | ġeong              | jong              | giung, jung, iung | jung               | jong              | jonk                  | jung           | ung            | ung            | ung              | ungur                  | ungr           | ungur           |
| vieux                 | auld         | old                | eald               | âld               | ald               | oolt               | oud               | aad                   | alt            | gammal (äldre) | gamle (ældre)  | gammel (eldre)   | gamall (eldri)         | gamall (ellri) | gamal (eldir)   |
| bateau                | schip        | ship               | scip               | skip              | skip              | Schipp             | schip             | sjeep                 | Schiff         | skepp          | skip           | skip             | skip                   | skip           | skip            |
| casser                | ta brek      | break              | brecan             | brekke            | brekan            | breken             | breken            | braeke                | brechen        | bryta, bräcka  | bryde          | bryte            | brjóta                 | brjóta         | bróta           |
| apprendre             | ta learn     | learn              | leornian           | leare             | lernon            | lehren             | leren             | lieëre                | lernen         | lära           | lære           | lære             | læra                   | læra           | læra            |
| voir                  | ta sie       | see                | sēon               | sjen              | sehan             | sehn               | zien              | zeen                  | sehen          | se             | se             | se               | sjá                    | sjá            | síggja          |
| donner                | ta gie       | give               | ġiefan             | jaan              | geƀan             | geven              | geven             | gaeve                 | geben          | ge, giva       | give           | gi               | gefa                   | gefa           | giva            |
| glace                 | ise          | ice                | īs                 | iis               | īs                | Ies                | ijs               | iés                   | Eis            | is             | is             | is               | ís                     | ís             | ís              |
| manger                | ta ete, eit  | to eat             | etan               | ite               | etan              | eten               | eten              | aete                  | essen          | äta            | æde            | ete, spise       | éta, borða             | éta            | eta             |
| boire                 | ta drynk     | to drink           | drincan            | drinke            | drinkan           | drinken            | drinken           | drinke                | trinken        | dricka         | drikka         | drikke           | drekka                 | drekka         | drekka          |